# João Glama Ströberle
João Glama Ströberle (Lisboa, c. 1708 – Porto, 12 de Janeiro de 1792) foi um pintor português, de origem alemã. Nascido em Lisboa, estudou pintura em Roma e, após o terramoto de Lisboa de 1755 — que testemunhou — veio a fixar-se no Porto, onde deixou vasta obra de trabalhos de âmbito profano e religioso.

## Biografia
O seu pai, João Armando Glama, terá vindo para Portugal no séquito da rainha D. Mariana da Áustria.
Após ter estudado com Vieira Lusitano e outros pintores em Lisboa, partiu para Roma em 1734, a fim de aperfeiçoar o seu nível de conhecimento artístico, onde obteve a protecção de Frei José Maria da Fonseca e Évora, futuro bispo do Porto. Aí, terá frequentado a célebre Academia de São Lucas, onde ganhou o 3º Prémio da Primeira Classe de Desenho, em 1738, com o tema O Martírio dos Sete Irmãos Macabeus e estabelecido contacto com as oficinas de reputados mestres italianos. Terá ainda sido membro da Arcádia Romana, onde utilizava o pseudónimo Pastor Talarco Alessiano.

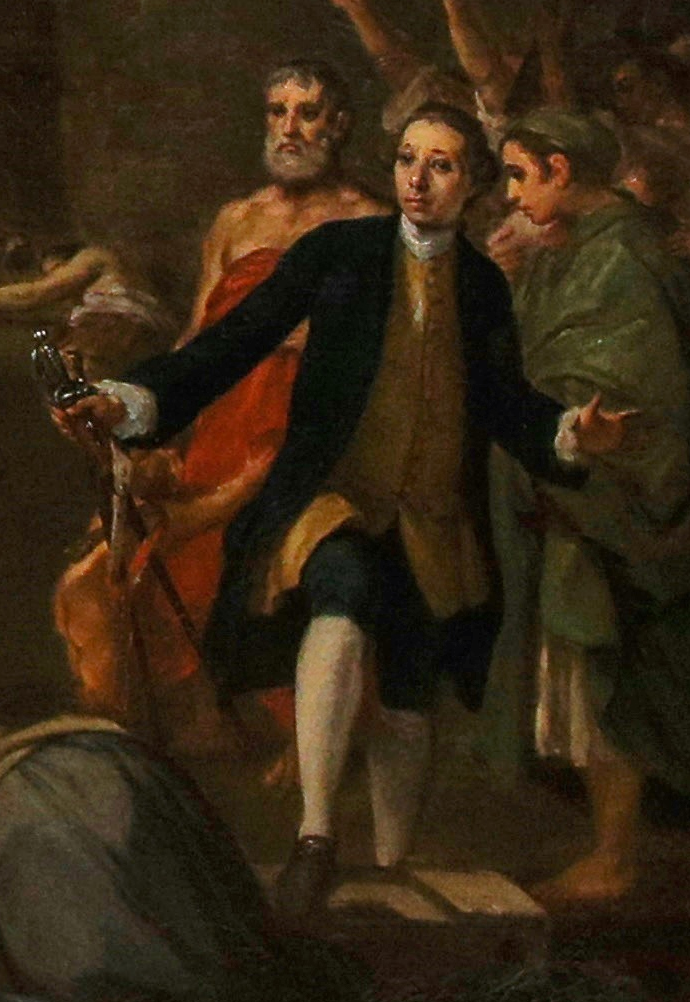
Auto-retrato de corpo inteiro, pormenor da pintura O Terramoto de 1755 (c. 1756-1792)

Conhecem-se três cadernos de desenhos executados durante a sua longa estada romana (1734-c. 1747), onde estudou com Marco Benefial até 1740 e Agostino Masucci desde 1741. Contêm cópias de obras dos grandes mestres, desenhos de antiguidades, estudos de figura, vistas de cidades e paisagens, apontamentos autobiográficos, retratos e outras composições originais, algumas desenhadas já após o regresso a Portugal.
Após a morte do pai em 1741, João Glama terá regressado a Portugal. Em Lisboa, é encarregado da decoração dos murais do Teatro Real do Paço, e terá ainda sido responsável por projectar o monumental mausoléu utilizado nas exéquias de D. João V. Mais tarde, testemunhou o Terramoto de 1755, tendo pintado um quadro, intitulado precisamente O Terramoto de 1755, alusivo à catástrofe natural.
Fixa-se, posteriormente, no Porto, onde deixa uma vasta obra de trabalhos de âmbito profano e religioso. É da sua autoria a grande tela do retábulo-mor da Igreja do convento de S. João Novo, no Porto, encomendada pelo Bispo D. António de Sousa.